# Dodecahedran
Dodecahedran ist ein Molekül aus der Gruppe der isocyclischen Kohlenwasserstoffe und besitzt die Summenformel C20H20. 
Das Molekül hat die Form eines Dodekaeders – eines platonischen Körpers – und gehört somit zur Gruppe der platonischen Kohlenwasserstoffe. Dabei ist jedes Kohlenstoffatom mit drei weiteren Kohlenstoffatomen und einem Wasserstoffatom verbunden. Immer fünf Kohlenstoffatome bilden somit eine Seitenfläche des 12-flächigen Polyeders.
Das Dodecahedran wurde erstmals 1982 von Leo A. Paquette synthetisiert. Die Verbindung kristallisiert in einem kubischen Kristallgitter.

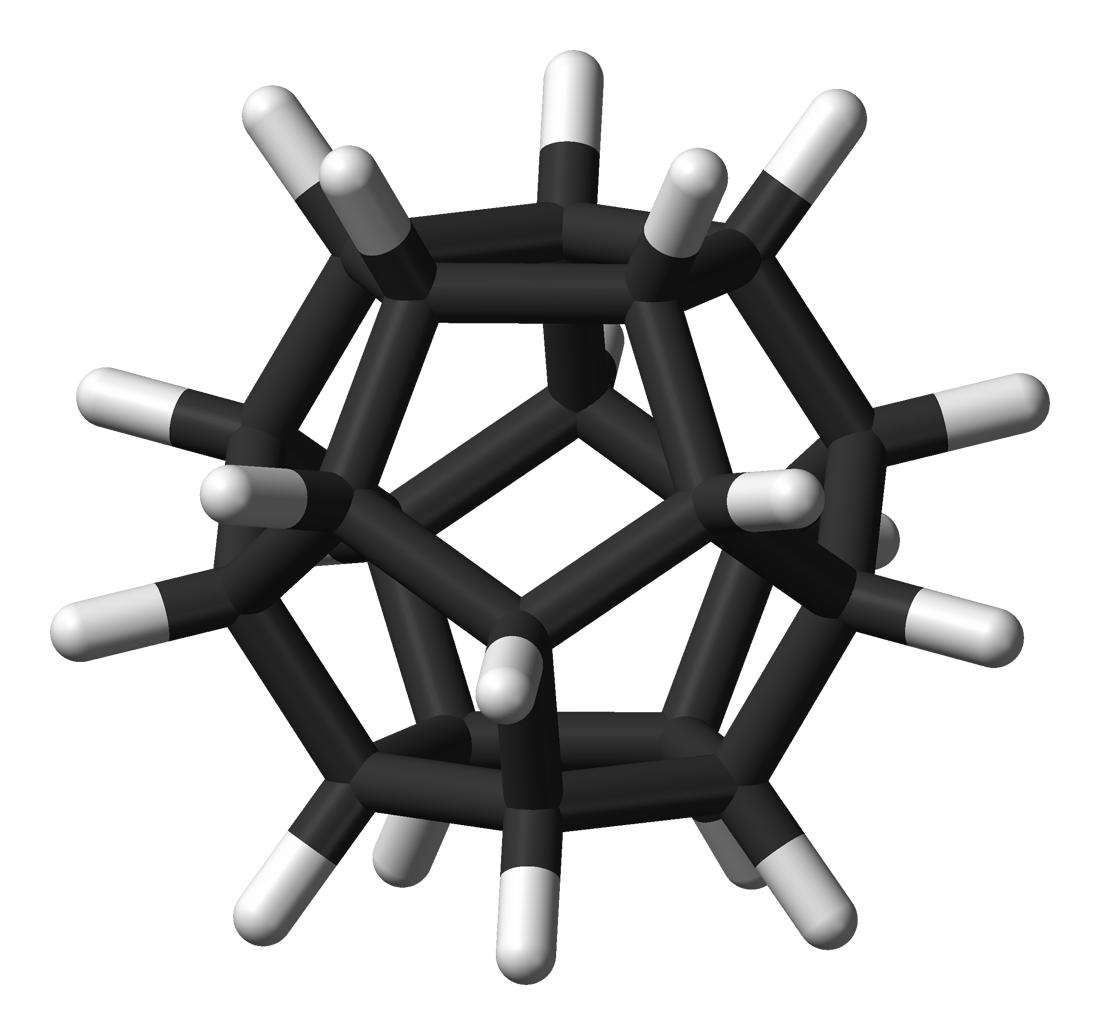
Stäbchenmodell Dodecahedran
Dodekahedran, dynamische Präsentation. Alle Kanten sind C–C-Bindungen, Methingruppen (CH-Gruppen) bilden die Ecken
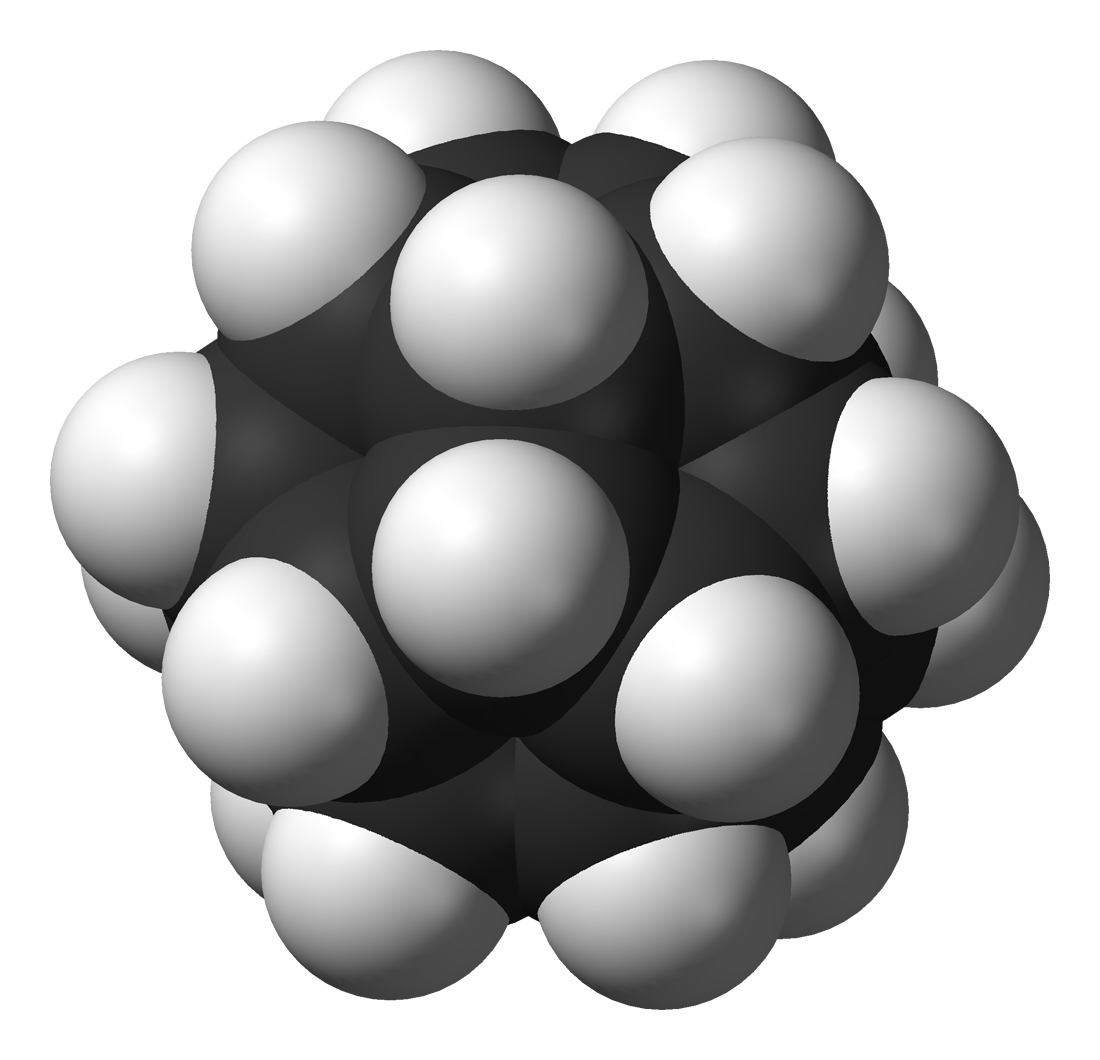
Kalottenmodell Dodecahedran

## Synthese
Die von Leo A. Paquette beschrittene Route zu Dodecahedran ermöglichte zwar die Erstsynthese, erwies sich aber in der Folgezeit als zu aufwändig, um Multi-Gramm-Mengen an Dodecahedran bereitzustellen und die Chemie der Dodecahedrane im Detail zu untersuchen. Diese wurde erst durch die im Arbeitskreis Horst Prinzbach ausgearbeitete Pagodan-Route zum Dodecahedran möglich. Die Route ist benannt nach dem Kohlenwasserstoff Pagodan (C20H20), da in ihrer ursprünglichen Variante Dodecahedran durch katalysierte Gasphasenisomerisierung von Pagodan erhalten wurde. Eine Zusammenfassung der über mehrere Jahre optimierten Route in ihrer Endversion – die nun immer noch über Pagodan-Derivate verläuft aber die nur in geringen Ausbeuten zu erreichende direkte Isomerisierung von Pagodan zu Dodecahedran vermeidet – findet sich im nachfolgenden Schema.

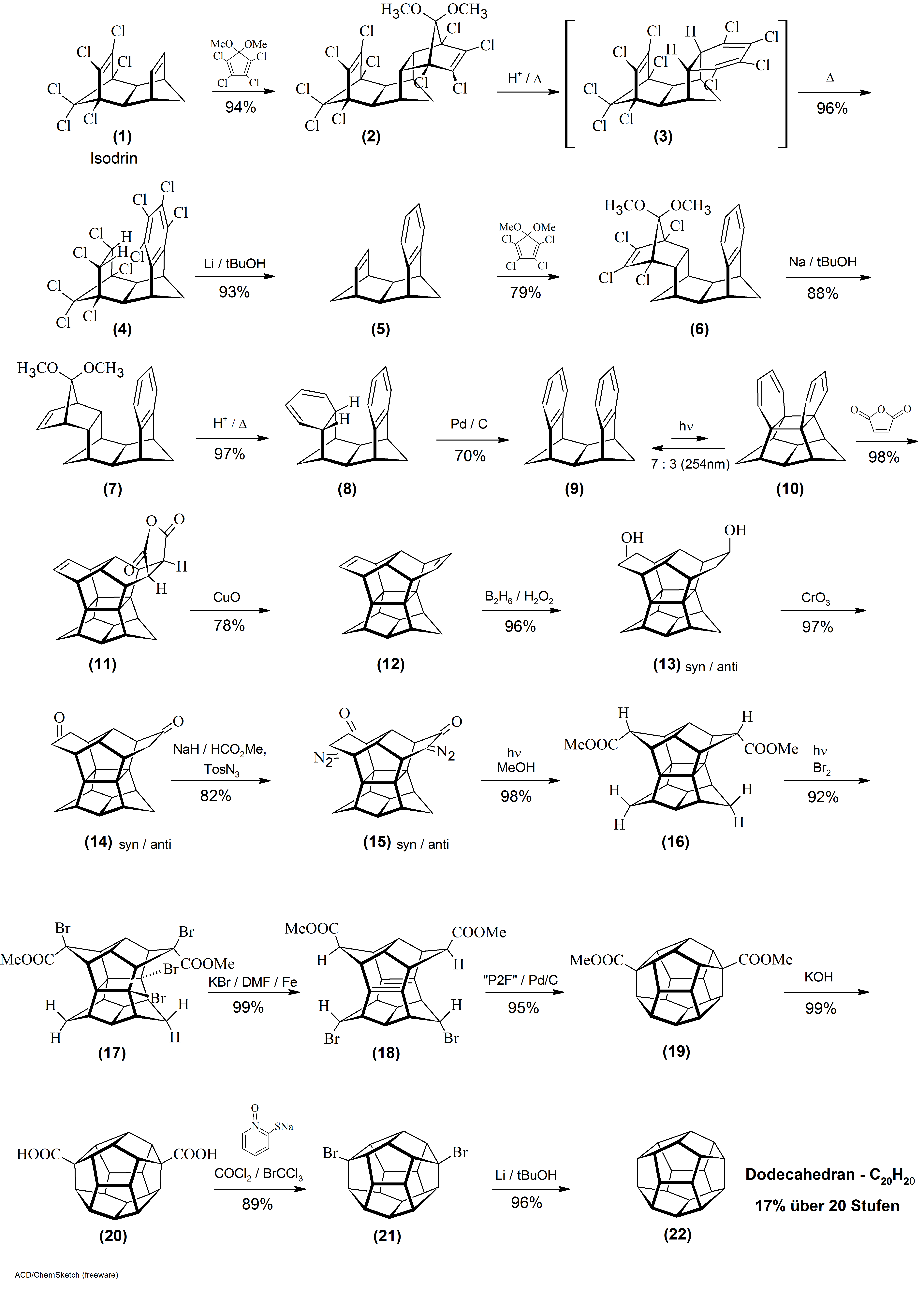
Optimierte Pagodan-Route zu Dodecahedran

Die Synthese beginnt mit dem ehemals als Insektizid eingesetzten Isodrin (1). 
Im Laufe der Synthese werden einige weniger bekannte Reaktionsschritte durchlaufen.
Herauszuheben sind:
1. Dyotroper H-Transfer (3) → (4)
2. [2+2]/[6+6]-Photocycloaddition (9) → (10)
3. transannularer Hydrid-Transfer unter Eintritt eines Nuclophils (17) → (18)
4. Nutzung eines "nackten" Fluorids als sterisch schlanke, starke Base (18) → (19)